# Ким Хён Ду
Ким Хён Ду (кор. 김형두; род. 17 октября 1965 года, Чонып, Чолла-Пукто, Республика Корея) — южнокорейский судья. В 2023 году он был назначен судьёй Конституционного суда Кореи, а в 2025 году исполнял обязанности председателя Конституционного суда после отставки судьи Муна.

## Биография

### Ранние годы
Родился 17 октября 1965 года в Чоныпе, окончил среднюю школу Чонджу Нам и старшую школу Донгам. Затем поступил на юридический факультет Сеульского национального университета, где преуспел в учёбе. После сдачи экзамена на адвоката в 1987 году он окончил Институт судебных исследований и подготовки кадров.
C 1990 по 1993 годы служил в Военно-воздушных силах Республики Корея в качестве офицера, достигнув звания капитана, прежде чем вернуться к гражданской жизни.

### Карьера судьи
Ким начал свою судебную карьеру в 1993 году в качестве судьи отделения Ыйджонбу Сеульского окружного суда. На протяжении многих лет он занимал различные судебные должности, в том числе cудьи окружных судов Сеула и Тэджона, главного судьи окружного суда Чонджу и Центрального окружного суда Сеула, главного судьи Сеульского Высокого суда и Патентного суда.
Он также занимался академическими исследованиями, в том числе работал приглашённым ученым в Токийском университете и Колумбийском университете, уделяя особое внимание законодательству о банкротстве.
Будучи главным судьёй Центрального окружного суда Сеула в 2009 году, Ким председательствовал на таких громких делах, как судебный процесс по делу о взяточничестве бывшего премьер-министра Хан Мён Сук. Его ведение дела получило высокую оценку за баланс интересов обвинения и защиты, а также за содействие эффективности судебного разбирательства.

### Конституционный суд
В марте 2023 года Ким был назначен судьёй Конституционного суда на место судьи Ли Сон Э президентом Юн Сок Ёлем по рекомендации председателя Верховного суда Ким Мён Су. Назначение Кима вызвало неоднозначную реакцию: к положительным моментам относили его юридическую экспертизу, но при этом он подвергся критике со стороны профсоюзов по поводу прошлых административных решений.
18 апреле 2025 года Ким стал исполняющим обязанности председателя Конституционного суда после ухода на пенсию Мун Хён Бэ. 23 июля президент Ли Чжэ Мён назначил новым председателем Конституционного суда Ким Сан Хвана.